# Lijst van spelers van JK Tammeka Tartu
Deze lijst omvat voetballers die bij de Estische voetbalclub JK Tammeka Tartu spelen of gespeeld hebben. De spelers zijn alfabetisch gerangschikt.

## A
- Rodion Aleksejev
- Alar Alve
- Chris Anderson
- Aivar Anniste
- Pavel Apalinski
- Anton Aristov
- Artjom Artjunin

## B
- Maksim Bazyukin

## D
- Aleksandr Djatšenko
- Aleksandr Dubõkin

## G
- Erik Grigorjev
- Nikolai Grishin
- Vitali Gussev

## H
- Martin Haljak
- Mario Hansi
- Göksu Hasancik
- Ando Hausenberg
- Martin Hurt

## I
- Georgi Ivanov
- Vladislav Ivanov

## J
- Kennet Jädal
- Tanel Joosep

## K
- Kaspar Kaldoja
- Kaarel Kallandi
- Michael Kaltenhauser
- Konstantin Karin
- Siksten Kasimir
- Taivo Kask
- Kaarel Kiidron
- Kaspar Kohler
- Oleg Kolotsei
- Eduard Komarov
- Sercan Konal
- Mihkel Kuresoo
- Kert Kütt
- Ats Kutter

## L
- Reio Laabus
- Mikk Laas
- Marek Laasik
- Tarvo Laurson
- Uku Lilleväli
- Nikolai Lõsanov
- Andrus Lukjanov

## M
- Aleksei Mamontov
- Eimantas Marozas
- Ott Meerits
- Meelis Meisalu
- Mikhel Mikheim
- Sergiy Mytin

## N
- Alex Nimo
- Gäel Njeukam

## O
- Ivan O'Konnel-Bronin
- Artur Ossipov
- Sergei Ottsik

## P
- Ander Paabut
- Kristjan Paapsi
- Marti Pähn
- Maido Pakk
- Olari Perlin
- Artur Pikk
- Albert Prosa
- Aleksandr Pruttsenko

## R
- Kevin Rääbis
- Eldar Rassulov
- Daniil Ratnikov
- Eduard Ratnikov
- Siim Rinken
- Kaspar Roivassepp
- Siim Roops
- Stanislav Russakov

## S
- Janno Saks
- Bernhard Schachner
- Sergei Serdjuk
- Anton Sereda
- Denis Serikov
- Jaanus Sirel
- Marko Sonn
- Sergei Starovoitov

## T
- Heiko Tamm
- Jürgen Tammeka
- Timo Teniste
- Siim Tenno
- Kristjan Tiirik
- Tiit Tikenberg
- Andrei Tjunin
- Rasmus Tomson
- Mait Toom
- Kaarel Torop
- Marek Tšernjavski
- Rauno Tutk

## U
- Andrei Usmanov

## V
- Kait-Kaarel Vaino
- Mikk Valtna
- Siim Valtna
- Erik Vares
- Kristjan Vomm
- Jaanus Võrno
- Panagiotis Vouis